# Ledringhem
Ledringhem là một xã trong vùng Hauts-de-France, thuộc tỉnh Nord, quận Dunkerque, tổng Wormhout. Tọa độ địa lý của xã là 50° 51' vĩ độ bắc, 02° 26' kinh độ đông. Ledringhem nằm trên độ cao trung bình là 19 mét trên mực nước biển, có điểm thấp nhất là 11 mét và điểm cao nhất là 26 mét. Xã có diện tích 7,01 km², dân số vào thời điểm 1999 là 507 người; mật độ dân số là 72 người/km².

## Thông tin nhân khẩu
| 1962 | 1968 | 1975 | 1982 | 1990 | 1999 |
| ---- | ---- | ---- | ---- | ---- | ---- |
| 399  | 418  | 403  | 522  | 533  | 507  |